# Kanton Bordères-sur-l’Échez
Der Kanton Bordères-sur-l’Échez ist seit 1982 ein französischer Wahlkreis im Arrondissement Tarbes im Département Hautes-Pyrénées in der Region Okzitanien; sein Hauptort ist Bordères-sur-l’Échez.

## Geografie
Der Kanton liegt in der nördlichen Hälfte des Départements an dessen Westgrenze westlich und nördlich der Stadt Tarbes.

### Gemeinden
Der Kanton besteht aus sieben Gemeinden mit insgesamt 14.527 Einwohnern (Stand: 1. Januar 2022) auf einer Gesamtfläche von 79,70 km²:
| Gemeinde                    | Einwohner 1. Januar 2022 | Fläche km² | Dichte Einw./km² | Code INSEE | Postleitzahl |
| --------------------------- | ------------------------ | ---------- | ---------------- | ---------- | ------------ |
| Bazet                       | 1.877                    | 2,84       | 661              | 65072      | 65460        |
| Bordères-sur-l’Échez        | 5.394                    | 15,95      | 338              | 65100      | 65320        |
| Bours                       | 889                      | 4,68       | 190              | 65108      | 65460        |
| Chis                        | 302                      | 3,74       | 81               | 65146      | 65800        |
| Ibos                        | 2.921                    | 32,88      | 89               | 65226      | 65420        |
| Orleix                      | 1.929                    | 8,28       | 233              | 65340      | 65800        |
| Oursbelille                 | 1.215                    | 11,33      | 107              | 65350      | 65490        |
| Kanton Bordères-sur-l’Échez | 14.527                   | 79,70      | 182              | 6502       | –            |

Bis zur landesweiten Neuordnung der französischen Kantone im März 2015 gehörten zum Kanton Bordères-sur-l’Échez die elf Gemeinden Aurensan, Bazet, Bordères-sur-l’Échez, Gayan, Ibos, Lagarde, Oroix, Oursbelille, Pintac, Sarniguet und Tarasteix. Sein Zuschnitt entsprach einer Fläche von 100,11 km2. Er besaß vor 2015 einen anderen INSEE-Code als heute, nämlich 6533.

### Bevölkerungsentwicklung in den neuen Grenzen
| Jahr          | 2012   | 2013   | 2014   |
| Einwohner     | 13.336 | 13.516 | 13.749 |
| Quelle: INSEE |        |        |        |

## Geschichte
Der Kanton entstand am 20. Januar 1982 durch Abspaltung vom Kanton Aureilhan. Er zählte bis 2015 11 Gemeinden. Bei der Neugliederung der Kantone im Jahr 2015 wechselten 7 der 11 bisherigen Gemeinden zum Kanton Vic-en-Bigorre. Zu den verbleibenden 4 Gemeinden kamen noch 3 der 4 Gemeinden des Kantons Aureilhan hinzu. Der Kanton zählt daher aktuell 7 Gemeinden.

### Bevölkerungsentwicklung des alten Kantons
| Jahr          | 1962  | 1968  | 1975  | 1982   | 1990   | 1999   | 2006   | 2012   |
| Einwohner     | 6.942 | 7.884 | 9.164 | 10.393 | 10.721 | 10.788 | 11.263 | 12.456 |
| Quelle: INSEE |       |       |       |        |        |        |        |        |

## Politik
Im 1. Wahlgang am 22. März 2015 erreichte keines der vier Kandidatenpaare die absolute Mehrheit. Bei der Stichwahl am 29. März 2015 gewann das Gespann Jean Buron/Andrée Souquet (beide PCF) gegen Christian Paul/Gisèle Verdeil (beide DVG) mit einem Stimmenanteil von 53,82 % (Wahlbeteiligung: 54,01 %).
Seit 1982 hatte der Kanton folgende Abgeordnete im Rat des Départements:
| Vertreter im conseil général (1) des Départements | Vertreter im conseil général (1) des Départements | Vertreter im conseil général (1) des Départements |
| Amtszeit                                          | Name                                              | Partei                                            |
| ------------------------------------------------- | ------------------------------------------------- | ------------------------------------------------- |
| 1982–1985                                         | Claude Dhugues                                    | PCF                                               |
| 1985–1992                                         | Roger Paul                                        | PCF                                               |
| 1992–1998                                         | Francis Tarissan                                  | PS                                                |
| 1998–2004                                         | Christian Paul                                    | parteilos, danach PRG                             |
| 2004–2011                                         | Daniel Frossard                                   | PS                                                |
| 2011–2015                                         | Jean Buron                                        | PCF                                               |
| 2015–                                             | Jean Buron Andrée Souquet                         | PCF                                               |

(1) seit 2015 Departementrat